# Jean-Pierre Raffarin
Jean-Pierre Raffarin, född 3 augusti 1948 i Poitiers, är en fransk högerpolitiker som var Frankrikes premiärminister 2002–2005.
Raffarin var handels- och industriminister i premiärminister Alain Juppés ministär 1995–1997. Han har varit en av anhängarna till Jacques Chirac inom fransk politik och blev premiärminister efter att Jacques Chirac omvaldes som president år 2002. Han avgick 2005 efter misslyckandet i folkomröstningen om Europeiska konstitutionen. Han är nu en av flera vice partiledare i det konservativa partiet UMP.